# Monterrubio de la Demanda
Monterrubio de la Demanda es una localidad y un municipio  situados en la provincia de Burgos, comunidad autónoma de Castilla y León (España), comarca de Sierra de la Demanda, partido judicial de Salas de los Infantes, cabecera del ayuntamiento de su nombre.
Monterrubio lleva en su apellido el nombre de la Sierra con todo el merecimiento, pues atesora las más sublimes esencias de esta región. Ganadero, minero, agrícola y forestal... de larga historia y buenas perspectivas de futuro, Monterrubio de la Demanda, recostado sobre la ladera, se asoma al balcón de la Sierra desde su privilegiada situación.
Se accede a Monterrubio siguiendo la ruta que desde Salas de los Infantes llega hasta Nájera, en el límite mismos de la provincia de Burgos con La Rioja. Durante la mayor parte del año, su población apenas llega al centenar de vecinos, triplicándose en verano. La villa está situada en la mitad norte de la sierra de la Demanda, a más de 1000 metros sobre el nivel del mar, en un territorio compuesto por montes, valles y collados en su mayor parte cubiertos por robles, pinos, hayas y acebos. La fauna, enormemente rica y variada, tiene ejemplos emblemáticos en especies como el corzo, el ciervo, el jabalí y, ocasionalmente, el lobo ibérico.
La vía verde que sigue el trazado del ferrocarril minero, que en su día unió Monterrubio con Villafría, nos permitirá penetrar en los secretos naturales de esta región y fuente de su riqueza. En la historia de la villa hay dos actividades que brillan con luz propia: la ganadería y la actividad minera. La primera estuvo vinculada al fenómeno histórico de la trashumancia; mientras que la segunda actividad, la explotación del subsuelo, fue iniciada en época de los romanos, y trajo a Moterrubio de la Demanda a finales del siglo XIX un nuevo impulso que se cerró a finales de la década de los 30 con el desmantelamiento de las vías del ferrocarril por parte de los propios vecinos.
Del noble pasado de la villa de Monterrubio de la Demanda dan fe los escudos labrados en varias fachadas de las casonas; aunque escasos, quedan restos de palacetes y casas señoriales. Entre los edificios religiosos destaca la iglesia parroquial de San Juan Bautista, que mezcla varios estilos que van desde el románico hasta la definitiva reforma realizada en el siglo XVIII. También destaca la ermita románica de Nuestra Señora de la Caraba, que data del siglo XI.

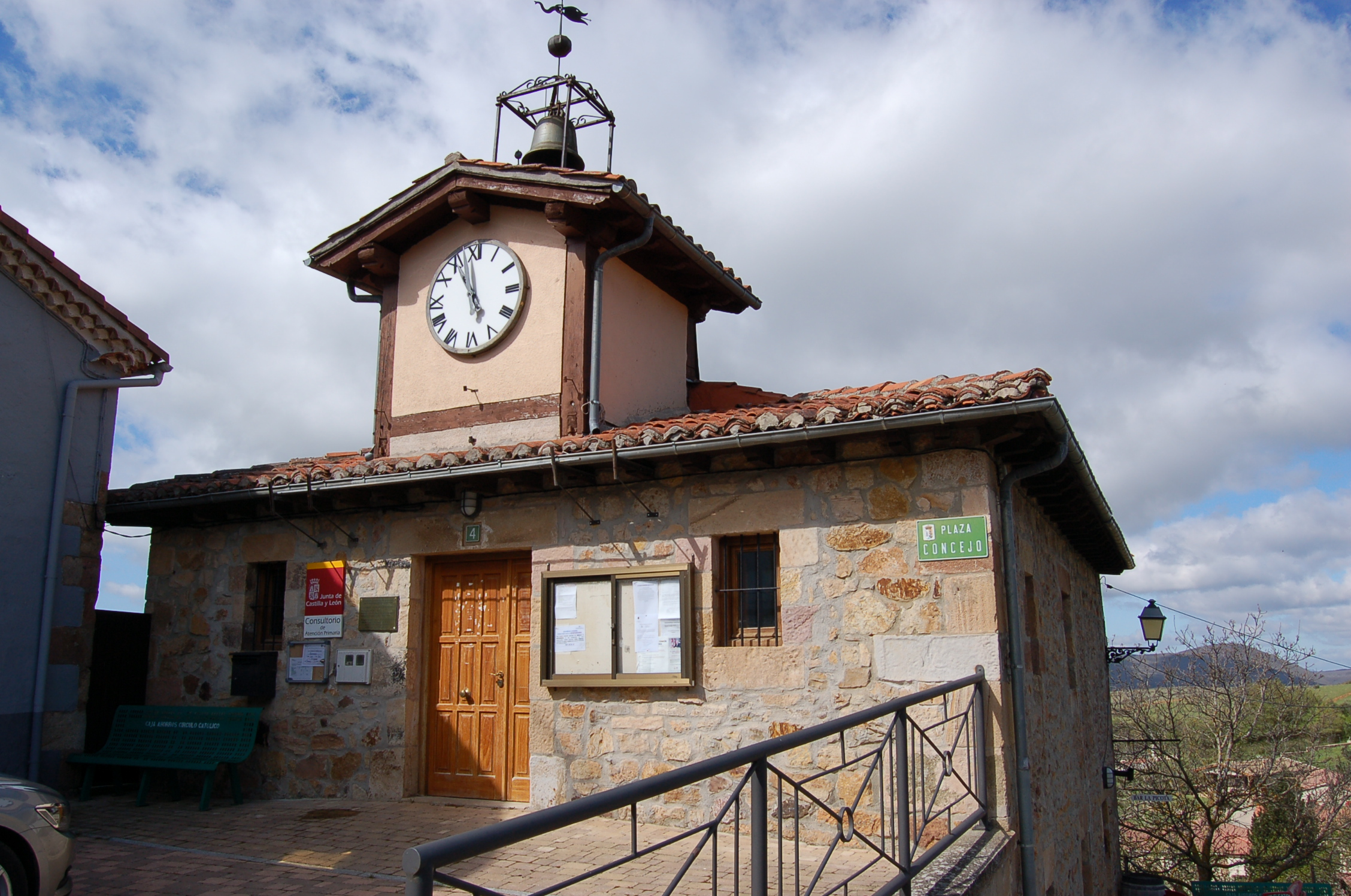
Casa consistorial

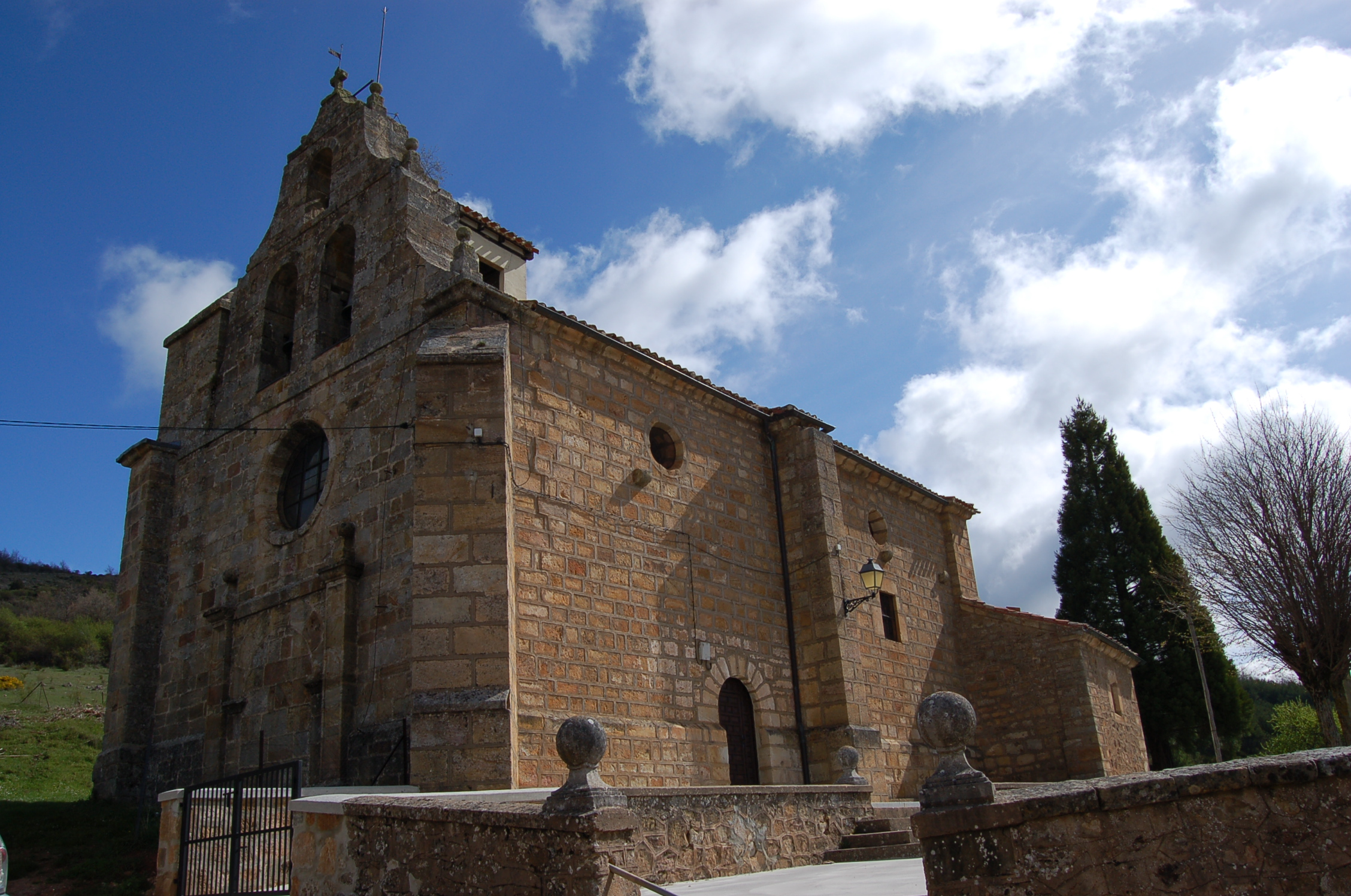
Iglesia

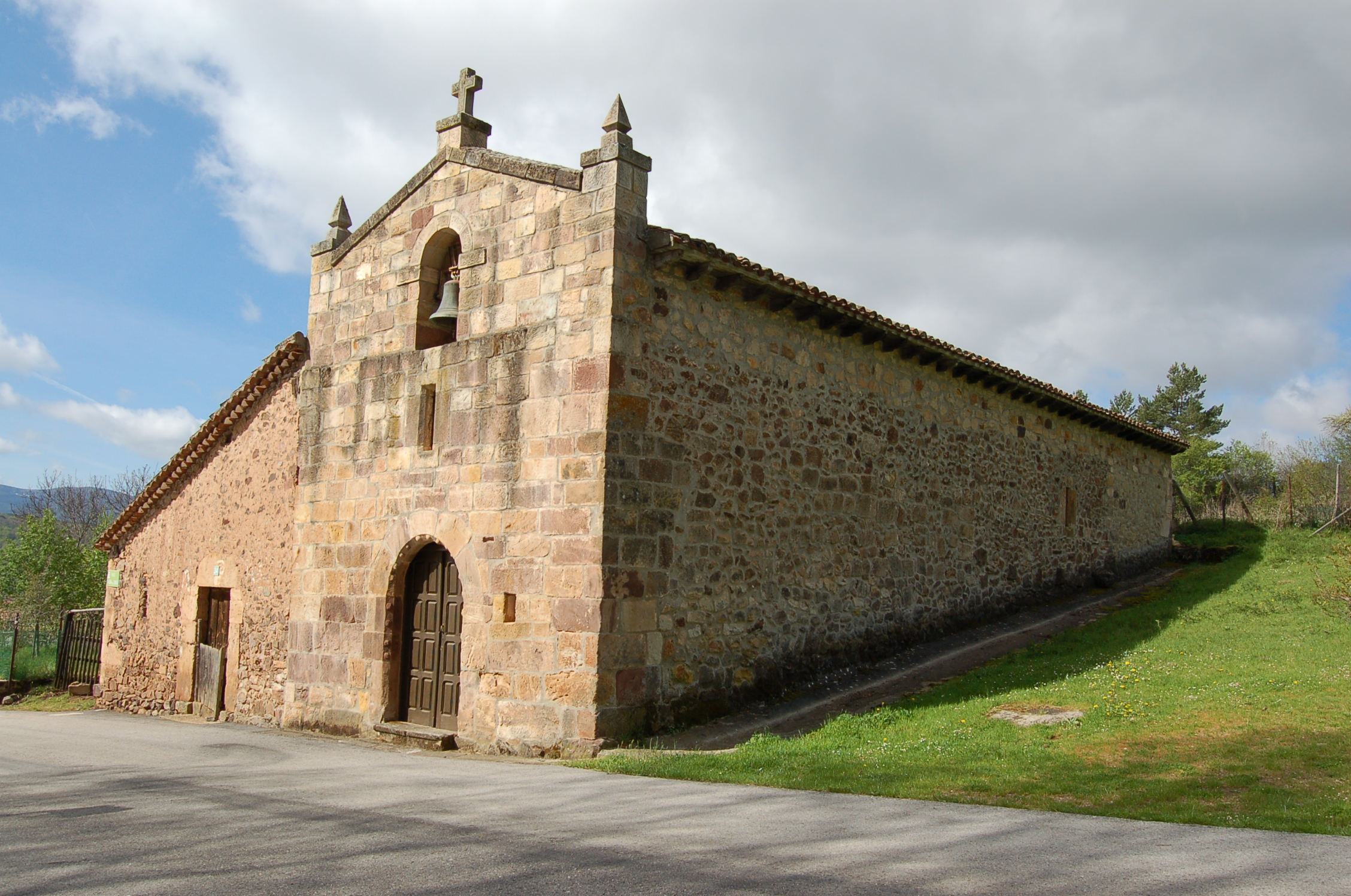
Ermita

## Geografía
Pueblo situado al sureste de la provincia de Burgos, y que pertenece a la Comunidad de Castilla y León (España).
Yacimiento de cobre en las proximidades de la localidad: Descansadero de la Virgen, Los Hoyos de Veleto y San Juan.

## Símbolos
Escudo Partido y medio cortado:
• Primero : En azur, torre de oro , mazonada de sable, con medio cuerpo de hombre en sus almenas mostrando un pendón de oro.
• Segundo: En gules, espadaña de oro.
• Tercero: En oro, horno a su color, flameante, acompañado de dos árboles (haya y pino).
• Entado en punta de sinople con cabeza de oveja merina en planta.
• Al Timbre, corona real cerrada.

## Demografía
Monterrubio de la Demanda cuenta con una población de 56 habitantes (INE 2024).
| Gráfica de evolución demográfica de Monterrubio de la Demanda entre 1857 y 2021 |
| |
| Población de derecho según los censos de población del INE. Población de hecho según los censos de población del INE.En estos censos se denominaba Monterrubio: 1857, 1860 y 1877. En estos censos se denominaba Monterrubio de la Sierra: 1887, 1897, 1900 y 1910. En estos censos se denominaba Monterrubio de Demanda: 1920, 1930, 1940, 1950, 1960, 1970 y 1981. Entre el censo de 1857 y el anterior, aparece este municipio porque se segrega del municipio Jurisdicción de Lara. |